# Turma
A turma (Latim pluralː turmae) era uma unidade de cavalaria do exército romano da República e do Império. No Império Bizantino, passou a ser aplicado às divisões militares-administrativas maiores, do tamanho de um regimento, de um thema. A palavra é frequentemente traduzida como "esquadrão", mas também o é o termo ala, uma unidade composta de várias turmae.

## Exército romano

### Republica
Nos séculos III a.C. e II a.C., época das Guerras Púnicas e da expansão de Roma na Espanha e na Grécia, o núcleo do exército romano era formado por cidadãos, acrescidos de contingentes de aliados de Roma (socii). A organização da legião romana do período é descrita pelo historiador grego Políbio (cf. o chamado "exército Polibiano"), que escreve que cada legião de infantaria de 4 200 homens era acompanhada por 300 cidadãos da cavalaria (equites). Este contingente foi dividido em dez turmae. Segundo Políbio, os membros do esquadrão elegeriam como seus oficiais 3 decuriones ("líderes de 10 homens"), dos quais o primeiro a ser escolhido atuaria como comandante do esquadrão e os outros dois como seus deputados. Segundo Políbio, os membros do esquadrão elegeriam como seus oficiais 3 decuriones ("líderes de 10 homens"), dos quais o primeiro a ser escolhido atuaria como comandante do esquadrão e os outros dois como seus deputados.

### Império

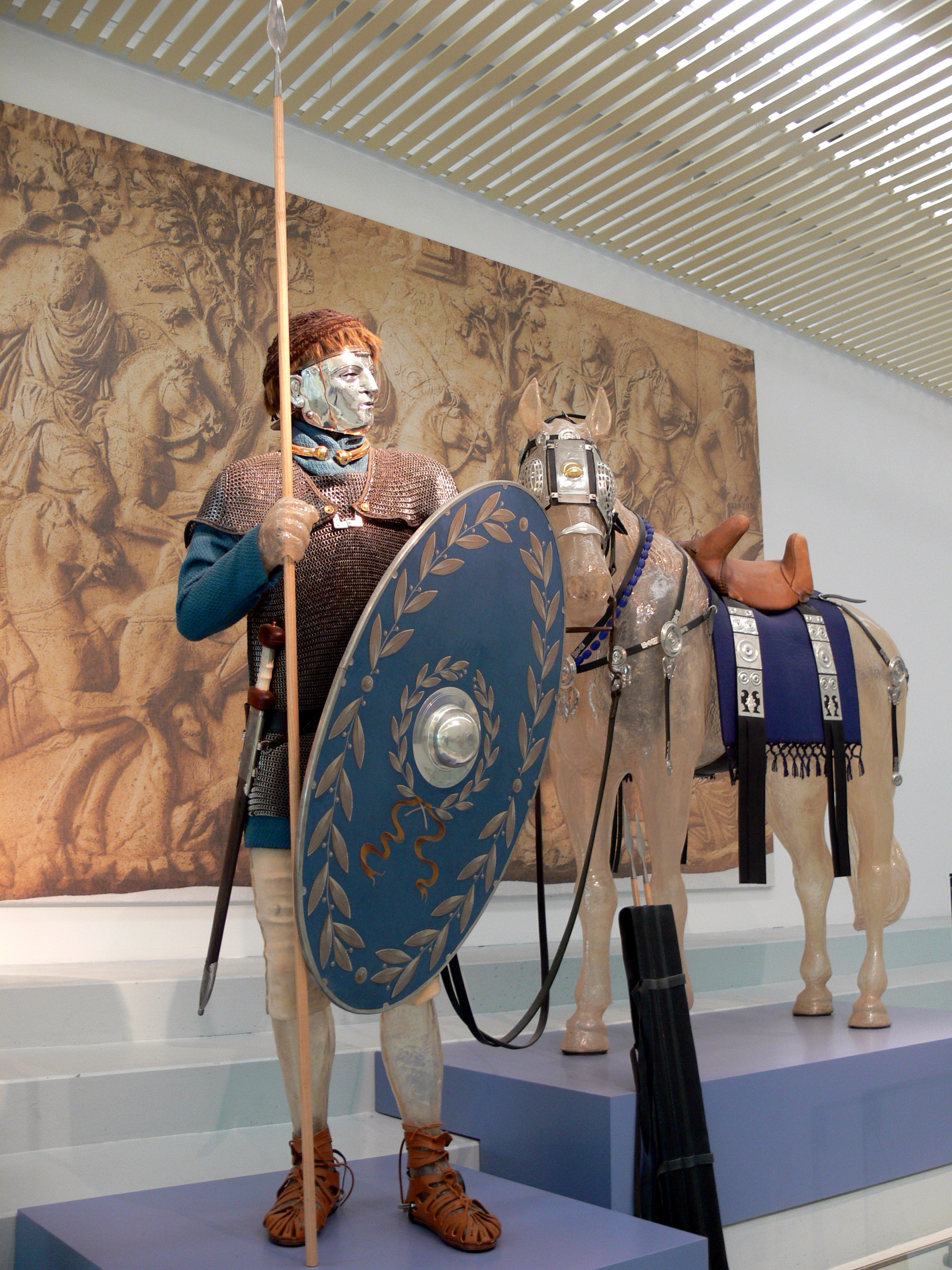
Reconstrução de um cavaleiro romano do Principado, Nijmegen

Com a reorganização do exército sob o imperador Augusto (r. 27 a.C. - 14 d.C.) e seus sucessores, a turma tornou-se a subunidade básica da cavalaria, o equivalente aproximado da centúria de infantaria, tanto nos auxiliares que formavam o a maior parte da cavalaria romana e nos destacamentos de cavalaria legionária. A coorte auxiliar equitata era uma unidade mista que combinava infantaria e cavalaria, e existia em dois tipos: a cohors equitata quingenaria, com uma coorte de infantaria de 480 homens e 4 turmas de cavalaria, e as coortes reforçadas equitata milliaria, com 800 infantaria e 8 turmae. Da mesma forma, o alae puramente de cavalaria continha 16 (ala quingenaria) ou 24 turmae (ala milliaria). Turmas individuais de cavaleiros de camelos (dromedarii) também aparecem entre cohortes equitatae no Oriente Médio, e o imperador Trajano (r. 98-117) estabeleceu a primeira unidade de cavalaria só de camelos, a Ala I Ulpia dromedariorum Palmyrenorum.
A turma ainda era comandado por um decurio, auxiliado por dois subalternos principales (sub-oficiais), um sesquiplicarius (soldado com pagamento uma vez e meia ao salário comum) e uma duplicarius (soldado com pagamento em dobro), bem como uma signifer ou vexillarius (um porta-estandarte, cf. vexillum). Essas patentes correspondiam respectivamente ao tesserário (oficial de guarda), optio e signifer da infantaria. O tamanho exato da turma sob o Principado, no entanto, não está claro: 30 homens era a norma no exército republicano e, aparentemente, nas cohortes equitatae, mas não para os alae. O De Munitionibus Castrorum, por exemplo, registra que um cohors equitata milliaria numerava exatamente 240 soldados, ou seja, 30 homens por turma, mas também dá o número de cavalos para o ala milliaria, composto de 24 turmae, em 1 000. Se alguém subtrair os cavalos extras dos oficiais (dois para um decúrio, um para cada um dos dois suboficiais subalternos), fica-se com 832 cavalos, que não se dividem igualmente com 24. Ao mesmo tempo, Arrian diz explicitamente que a ala quingenaria contava 512 homens, sugerindo um tamanho de 32 homens para cada turma.
Quanto às legiões, durante o Principado, cada uma tinha um contingente de cavalaria organizado em quatro turmae. Uma turma legionária era liderada por um centurião, assistido por um optio e um vexillarius como principais principais. Cada um deles liderava uma fila de dez soldados, para um total de 132 cavaleiros em cada legião. Seu status era nitidamente inferior ao da infantaria legionária: os centuriões e principais da turmae legionária foram classificados como supernumerarii e, embora seus homens estivessem incluídos nas listas de coorte legionária, eles acampavam separadamente deles.
No final do exército romano, a turma e sua estrutura foram mantidas, com mudanças apenas na titulação: a turma ainda era chefiada por um decurio, que também liderava a primeira fileira de dez homens, enquanto as outras duas fileiras eram lideradas por catafractarii subalternos, em essência, os sucessores dos duplicários e sesquiplicarii do início do Império. Traços dessa estrutura também aparentemente sobreviveram no exército romano oriental do século VI: no Strategikon de Maurício do final do século VI, os arquivos de cavalaria são liderados por um dekarchos ( grego : δέκαρχος, "líder de dez").

## Império Bizantino
No século VII, como resultado da crise causada pelas primeiras conquistas muçulmanas, o sistema militar e administrativo bizantino foi reformado: a antiga divisão romana tardia entre a administração militar e civil foi abandonada e os restos dos exércitos de campanha do exército romano oriental foram assentados em grandes distritos, os themata, que receberam o nome deles. O termo turma, em sua transcrição grega turma (τούρμα ou τοῦρμα), reaparece naquela época como a subdivisão principal de um thema. O exército de cada thema (exceto para o Optimatoi) foi dividido em dois a quatro tourmai, e cada turma mais adiante em um número de moirai (μοίραι) ou droungoi (δροῦγγοι), que por sua vez eram compostos de vários banda (singular: bandon, βάνδον, do latim: bandum, "banner").
Esta divisão foi realizada à administração territorial de cada thema: tourmai e banda (mas não os moirai / droungoi) foram identificados com bairros claramente definidos que serviam como guarnições e áreas de recrutamento. Em seu Taktika, o imperador Leão VI, o Sábio (r. 886–912) apresenta um thema idealizado consistindo em três turmai, cada um dividido em três droungoi, etc. Esse quadro, no entanto, é enganoso, pois as fontes não apoiam nenhum grau de uniformidade em tamanho ou número de subdivisões nos diferentes temas, nem mesmo uma correspondência exata do territorial com as divisões táticas: dependendo das exigências táticas, menores tourmai poderiam ser unidos na campanha e outros maiores divididos. Uma vez que a unidade elementar, o bandon, poderia ter entre 200 e 400 homens, o turma também poderia atingir até 6 000 homens, embora 2-5 000 pareça ter sido a norma entre o sétimo e o início do décimo século.

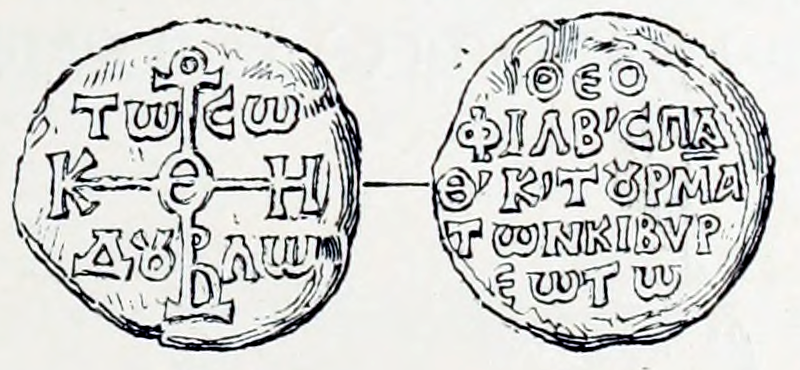
Selo de Theophilos, basilikos spatharios e tourmarchēs dos Cibyrrhaeots

Cada turma era geralmente chefiada por um tourmarchēs (τουρμάρχης, "comandante de uma turma"). Em alguns casos, entretanto, um ek prosōpou, um representante temporário dos estratos governantes de cada thema, poderia ser nomeado em seu lugar. O título apareceu pela primeira vez por volta de 626, quando um certo George era o tourmarchēs do Tema Armênio. O tourmarchēs era geralmente baseado em uma cidade fortaleza. Além de suas responsabilidades militares, ele exerceu funções fiscais e judiciais na área sob seu controle. Nas listas de cargos (taktika) e selos, os tourmarchai geralmente ocupam as fileiras de spatharokandidatos, spatharios ou kandidatos. Em função e posição, os tourmarchēs correspondiam aos topotērētēs dos regimentos tagmata imperiais profissionais. Os tourmarchai eram pagos de acordo com a importância do seu tema: os dos temas mais prestigiosos da Anatólia recebiam 216 nomismata de ouro anualmente, enquanto os dos temas europeus recebiam 144 nomismata, a mesma quantia paga aos droungarioi e aos outros oficiais superiores do thema. Em algumas fontes, o termo anterior merarchēs (μεράρχης, "comandante de um meros, divisão"), que ocupou uma posição hierárquica semelhante nos séculos VI a VII, é usado alternadamente com tourmarchēs. Nos séculos IX a X, é frequentemente encontrado na forma variante meriarchēs (μεριάρχης). No entanto, também foi sugerido por estudiosos como JB Bury e John Haldon que este último era um posto distinto, ocupado pelos tourmarchēs anexados aos que regem Strategos de cada thema e residente na capital temática.
Em meados do século X o tamanho médio da maioria das unidades caiu. No caso do turma, caiu de 2 a 3 000 homens para 1 000 homens e menos, em essência para o nível dos droungos anteriores, embora turmas maiores ainda sejam registrados. Provavelmente não é coincidência que o termo "droungos" tenha desaparecido de uso nessa época. Consequentemente, o turma foi dividido diretamente em cinco a sete bandas, cada uma com 50-100 de cavalaria ou 200-400 de infantaria. O termo turma caiu gradualmente em desuso no século XI , mas sobreviveu pelo menos até ao final do século XII como um termo administrativo. Tourmarchai ainda é atestado na primeira metade do século XI, mas o título parece ter caído em desuso depois disso.